# Ribnjaci
Ribnjaci falu Horvátországban Pozsega-Szlavónia megyében. Közigazgatásilag Lipikhez tartozik.

## Fekvése
Pozsegától légvonalban 61, közúton 76 km-re északnyugatra, községközpontjától légvonalban 20, közúton 22 km-re északnyugatra, Nyugat-Szlavóniában, a megye nyugati határán az Ilova-folyó mentén fekszik. Az Ilova vizével felduzzasztott halnevelő tavak veszik körül. Nyugatról Kaniška Iva, keletről Marino Selo határolja. A településhez a Daruvárról Poljana felé menő főútról Antunovacnál kell lekanyarodni.

## Története
A 19. század végén keletkezett Marino Selo nyugati határrészén az Ilova keleti partján amikor az Ilova melletti korábbi mocsaras területen halastavakat alakítottak ki. Lakosságát főként a halnevelő telep dolgozói adták. Az 1913. évi helységnévtárban Marino Selo részeként Toplički Ribnjak néven 98 lakossal szerepel. Lakosságát hivatalosan csak 1971-ben számlálták meg először önállóan, akkor 74-en lakták. 1991-ben lakosságának 59%-a horvát, 16%-a szerb, 10%-a cseh nemzetiségű volt. 2011-ben 34 lakosa volt.

## Lakossága
| Lakosság változása | Lakosság változása | Lakosság változása | Lakosság változása | Lakosság változása | Lakosság változása | Lakosság változása | Lakosság változása | Lakosság változása | Lakosság változása | Lakosság változása | Lakosság változása | Lakosság változása | Lakosság változása | Lakosság változása | Lakosság változása |
| ------------------ | ------------------ | ------------------ | ------------------ | ------------------ | ------------------ | ------------------ | ------------------ | ------------------ | ------------------ | ------------------ | ------------------ | ------------------ | ------------------ | ------------------ | ------------------ |
| 1857               | 1869               | 1880               | 1890               | 1900               | 1910               | 1921               | 1931               | 1948               | 1953               | 1961               | 1971               | 1981               | 1991               | 2001               | 2011               |
| 0                  | 0                  | 0                  | 0                  | 0                  | 0                  | 0                  | 0                  | 0                  | 0                  | 0                  | 74                 | 93                 | 93                 | 51                 | 34                 |

(1857 és 1961 között lakosságát Marino Selohoz számították. 1991-től önálló településként.)

## Gazdaság
A csekély számú lakosság többsége a falu körüli halnevelő tavaknál dolgozik.